# Thalia Ensemble
Het Thalia Ensemble is een Nederlands muziekensemble gespecialiseerd in historische uitvoeringspraktijk.
Het ensemble bestaat uit:
- Belén Nieto Galan, fluit
- Sarah Aßmann, hobo
- Oscar Arguelles, klarinet
- Hylke Rozema, natuurhoorn
- José Rodrigues Gomes, fagot
- Mayumi Eguro, fortepiano

Het ensemble won op 14 juli 2020 de prestigieuze York Early Music International Young Artists Competition. Het werd in de finale uit tien ensembles uit Engeland, Duitsland, Zwitserland, Nederland en Denemarken gekozen tot winnaar. De jury prees vooral het uitmuntende samenspel en de levendige communicatie, zowel met het publiek als tussen de musici onderling. Naast een geldprijs en een concert tijdens het volgende York Festival won het ensemble ook een cd-opname Reicha: Wind Quintets met werken voor blaaskwintet van Anton Reicha bij Linn Records.